# 480-km-Rennen von Dijon 1990

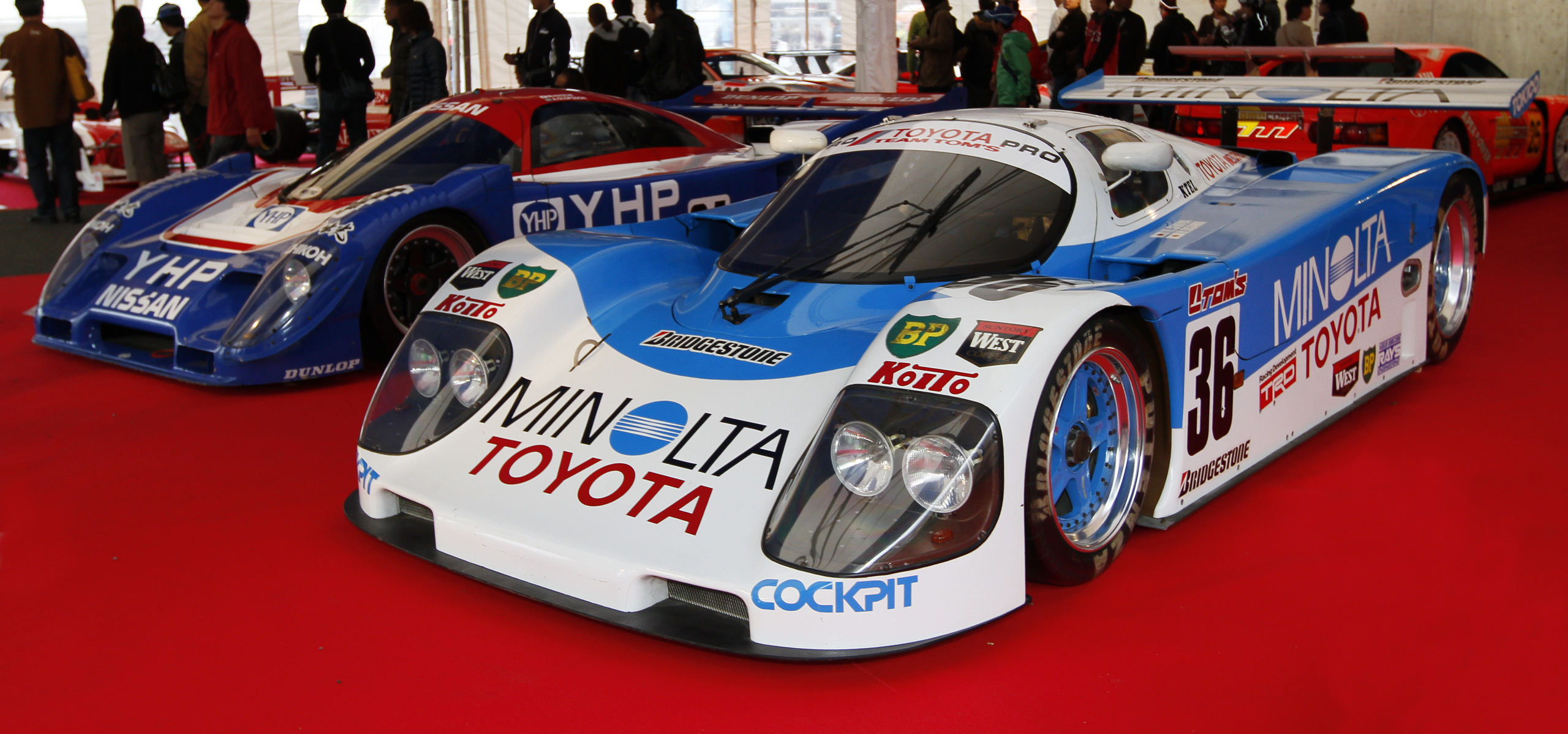
Der ausgefallene Toyota 90C-V (vorne) von Johnny Dumfries und Roberto Ravaglia

Das 480-km-Rennen von Dijon 1990, auch FIA WSPC, Dijon-Prenios, fand am 22. Juli auf dem Circuit de Dijon-Prenois statt und war der fünfte Wertungslauf der Sportwagen-Weltmeisterschaft dieses Jahres.

## Das Rennen
Der fünfte Wertungslauf der Saison endete mit dem vierten Erfolg des Sauber-Mercedes-Rennstalls. Es war der dritte Gesamtsieg mit dem neuen Einsatzwagen, dem Mercedes-Benz C11. Das erste Rennen des Jahres, das 480-km-Rennen von Suzuka, gewannen Jean-Louis Schlesser und Mauro Baldi im Mercedes-Benz C9. In Dijon siegte das Duo nach einer Fahrzeit von 2:39:03,603 Stunden vier Sekunden vor den Teamkollegen Jochen Mass und Michael Schumacher.

## Ergebnisse

### Schlussklassement
| 1               | C1 | 1  | Team Sauber Mercedes             | Jean-Louis Schlesser Mauro Baldi        | Mercedes-Benz C11 | 127 |
| 2               | C1 | 2T | Team Sauber Mercedes             | Jochen Mass Michael Schumacher          | Mercedes-Benz C11 | 127 |
| 3               | C1 | 23 | Nissan Motorsports International | Julian Bailey Mark Blundell             | Nissan R90CK      | 126 |
| 4               | C1 | 4  | Silk Cut Jaguar                  | Jan Lammers Andy Wallace                | Jaguar XJR-11     | 125 |
| 5               | C1 | 3  | Silk Cut Jaguar                  | Martin Brundle Alain Ferté              | Jaguar XJR-11     | 125 |
| 6               | C1 | 22 | Spice Engineering                | Wayne Taylor Eliseo Salazar             | Spice SE90C       | 124 |
| 7               | C1 | 7  | Joest Porsche Racing             | Bob Wollek Frank Jelinski               | Porsche 962C      | 124 |
| 8               | C1 | 8  | Joest Porsche Racing             | Jonathan Palmer David Hobbs             | Porsche 962C      | 122 |
| 9               | C1 | 6  | Joest Porsche Racing             | Henri Pescarolo Jean-Louis Ricci        | Porsche 962C      | 121 |
| 10              | C1 | 13 | Courage Compétition              | Pascal Fabre Lionel Robert              | Cougar C24S       | 121 |
| 11              | C1 | 16 | Brun Motorsport                  | Walter Brun Jesús Pareja                | Porsche 962C      | 121 |
| 12              | C1 | 15 | Brun Motorsport                  | Oscar Larrauri Harald Huysman           | Porsche 962C      | 121 |
| 13              | C1 | 30 | GP Motorsport                    | Jari Nurminen Beppe Gabbiani            | Spice SE90C       | 120 |
| 14              | C1 | 28 | Chamberlain Engineering          | Nick Adams Charles Zwolsman senior      | Spice SE90C       | 120 |
| 15              | C1 | 33 | Konrad Motorsport                | Jochen Dauer Bobby Unser                | Porsche 962C      | 120 |
| 16              | C1 | 17 | Brun Motorsport                  | Bernard Santal Walter Brun              | Porsche 962C      | 118 |
| 17              | C1 | 27 | Obermaier Racing                 | Otto Altenbach Harald Grohs             | Porsche 962C      | 117 |
| 18              | C1 | 10 | Porsche Kremer Racing            | Anthony Reid Jürgen Barth               | Porsche 962C      | 117 |
| 19              | C1 | 12 | Courage Compétition              | Bernard Thuner Michel Trollé            | Cougar C24S       | 117 |
| 20              | C1 | 32 | Konrad Motorsport                | Franz Konrad Harri Toivonen             | Porsche 962C      | 116 |
| 21              | C1 | 24 | Nissan Motorsports International | Gianfranco Brancatelli Kenny Acheson    | Nissan R90CK      | 116 |
| 22              | C1 | 39 | Swiss Team Salamin               | Antoine Salamin Luigi Taverna           | Porsche 962C      | 115 |
| 23              | C1 | 34 | Equipe Alméras Freres            | Jacques Alméras Jean-Marie Alméras      | Porsche 962C      | 115 |
| 24              | C1 | 10 | Porsche Kremer Racing            | Sarel van der Merwe                     | Porsche 962 CK6   | 114 |
| 25              | C1 | 40 | The Berkeley Team London         | Ranieri Randaccio Stefano Sebastiani    | Spice SE89C       | 106 |
| 26              | C1 | 35 | Louis Descartes                  | François Migault                        | ALD C289          | 88  |
| Disqualifiziert |    |    |                                  |                                         |                   |     |
| 27              | C1 | 29 | Chamberlain Engineering          | Philippe de Henning John Williams       | Spice SE89C       | 89  |
| Ausgefallen     |    |    |                                  |                                         |                   |     |
| 28              | C1 | 21 | Spice Engineering                | Cor Euser Fermín Vélez                  | Spice SE90C       | 117 |
| 29              | C1 | 20 | Team Davey                       | Tim Lee-Davey                           | Spice SE89C       | 80  |
| 30              | C1 | 9  | Joest Porsche Racing             | Louis Krages Stanley Dickens            | Porsche 962C      | 57  |
| 31              | C1 | 37 | Toyota Team Tom's                | Geoff Lees John Watson                  | Toyota 90C-V      | 9   |
| 32              | C1 | 36 | Toyota Team Tom's                | Johnny Dumfries Roberto Ravaglia        | Toyota 90C-V      | 7   |
| 33              | C1 | 14 | Richard Lloyd Racing             | Manuel Reuter James Weaver              | Porsche 962C GTi  | 1   |
| 34              | C1 | 26 | Obermaier Racing                 | Pierre Yver Harald Grohs                | Porsche 962C      | 1   |
| Nicht gestartet |    |    |                                  |                                         |                   |     |
| 35              | C1 | 2T | Team Sauber Mercedes             | Jochen Mass Michael Schumacher          | Mercedes-Benz C11 | 1   |
| 36              | C1 | 3T | Silk Cut Jaguar                  | Jan Lammers Andy Wallace Martin Brundle | Jaguar XJR-11     | 2   |

1 Trainingswagen
2 Trainingswagen

### Nur in der Meldeliste
Hier finden sich Teams, Fahrer und Fahrzeuge, die ursprünglich für das Rennen gemeldet waren, aber aus den unterschiedlichsten Gründen daran nicht teilnahmen.
| Pos. | Klasse | Nr. | Team                  | Fahrer           | Chassis      |
| ---- | ------ | --- | --------------------- | ---------------- | ------------ |
| 37   | C1     | 11  | Porsche Kremer Racing | Giovanni Lavaggi | Porsche 962C |
| 38   | C1     | 41  | Alba Formula          | Marco Brand      | Alba AR20    |

### Klassensieger
| Klasse | Fahrer               | Fahrer      | Fahrzeug          | Platzierung im Gesamtklassement |
| ------ | -------------------- | ----------- | ----------------- | ------------------------------- |
| C1     | Jean-Louis Schlesser | Mauro Baldi | Mercedes-Benz C11 | Gesamtsieg                      |

### Renndaten
- Gemeldet: 38
- Gestartet: 34
- Gewertet: 26
- Rennklassen: 1
- Zuschauer: 15.000
- Wetter am Renntag: heiß und trocken
- Streckenlänge: 3,800 km
- Fahrzeit des Siegerteams: 2:39:03,603 Stunden
- Gesamtrunden des Siegerteams: 127
- Gesamtdistanz des Siegerteams: 482,600 km
- Siegerschnitt: 182,044 km/h
- Pole Position: Jean-Louis Schlesser – Mercedes-Benz C11 (#1) – 1:05,527 = 208,769 km/h
- Schnellste Rennrunde: Jean-Louis Schlesser – Mercedes-Benz C11 (#1) – 1:08,973 = 198,338 km/h
- Rennserie: 5. Lauf zur Sportwagen-Weltmeisterschaft 1990